# Comuna Horea, Alba
Horea este o comună în județul Alba, Transilvania, România, formată din satele Baba, Butești, Dârlești, Fericet, Giurgiuț, Horea (reședința), Măncești, Mătișești, Niculești, Pătrușești, Petreasa, Preluca, Teiu, Trifești și Zânzești.

## Demografie
Componența etnică a comunei Horea
     Români (91,04%)
     Romi (4,11%)
     Alte etnii (0%)
     Necunoscută (4,85%)
Componența confesională a comunei Horea
     Ortodocși (93,35%)
     Alte religii (1,63%)
     Necunoscută (5,02%)
Conform recensământului efectuat în 2021, populația comunei Horea se ridică la 1.774 de locuitori, în scădere față de recensământul anterior din 2011, când fuseseră înregistrați 2.143 de locuitori. Majoritatea locuitorilor sunt români (91,04%), cu o minoritate de romi (4,11%), iar pentru 4,85% nu se cunoaște apartenența etnică. Din punct de vedere confesional, majoritatea locuitorilor sunt ortodocși (93,35%), iar pentru 5,02% nu se cunoaște apartenența confesională.

## Politică și administrație
Comuna Horea este administrată de un primar și un consiliu local compus din 11 consilieri. Primarul, Marin Nicola[*], de la Partidul Național Liberal, este în funcție din iunie 2017. Începând cu alegerile locale din 2024, consiliul local are următoarea componență pe partide politice:
|  | Partid                          | Consilieri | Componența Consiliului | Componența Consiliului | Componența Consiliului | Componența Consiliului | Componența Consiliului |
|  | ------------------------------- | ---------- | ---------------------- | ---------------------- | ---------------------- | ---------------------- | ---------------------- |
|  | Partidul Național Liberal       | 5          |                        |                        |                        |                        |                        |
|  | Partidul Social Democrat        | 4          |                        |                        |                        |                        |                        |
|  | Alianța pentru Unirea Românilor | 2          |                        |                        |                        |                        |                        |

## Atracții turistice
- Casa memorială "Horea" din Fericet
- Vechea biserică ortodoxă din Horea, construcție 1842
- Rezervația naturală "Izbucul Mătișești" (1 ha)
- Rezervația naturală "Peștera Diminii" (1 ha), satul Mătișești
- Dâmbul lui Gâf
- Târgul Lemnarilor, care din 1995 are loc anual în satul Mătișești, cu scopul de a promova tradițiile în prelucrarea lemnului. Sunt prezentate inclusiv spectacole folclorice, se fac degustări de produsele tradiționale și au loc întreceri specifice între meșterii lemnari. Evenimentul se încheie cu o horă țărănească la care ia parte întregul sat.

## Vezi și
- Biserica de lemn din Mătișești
- Biserica Sfinții Arhangheli din Horea
- Munții Apuseni - Vlădeasa, arie de protecție specială avifaunistică.
- Apuseni (sit de importanță comunitară)

## Imagini

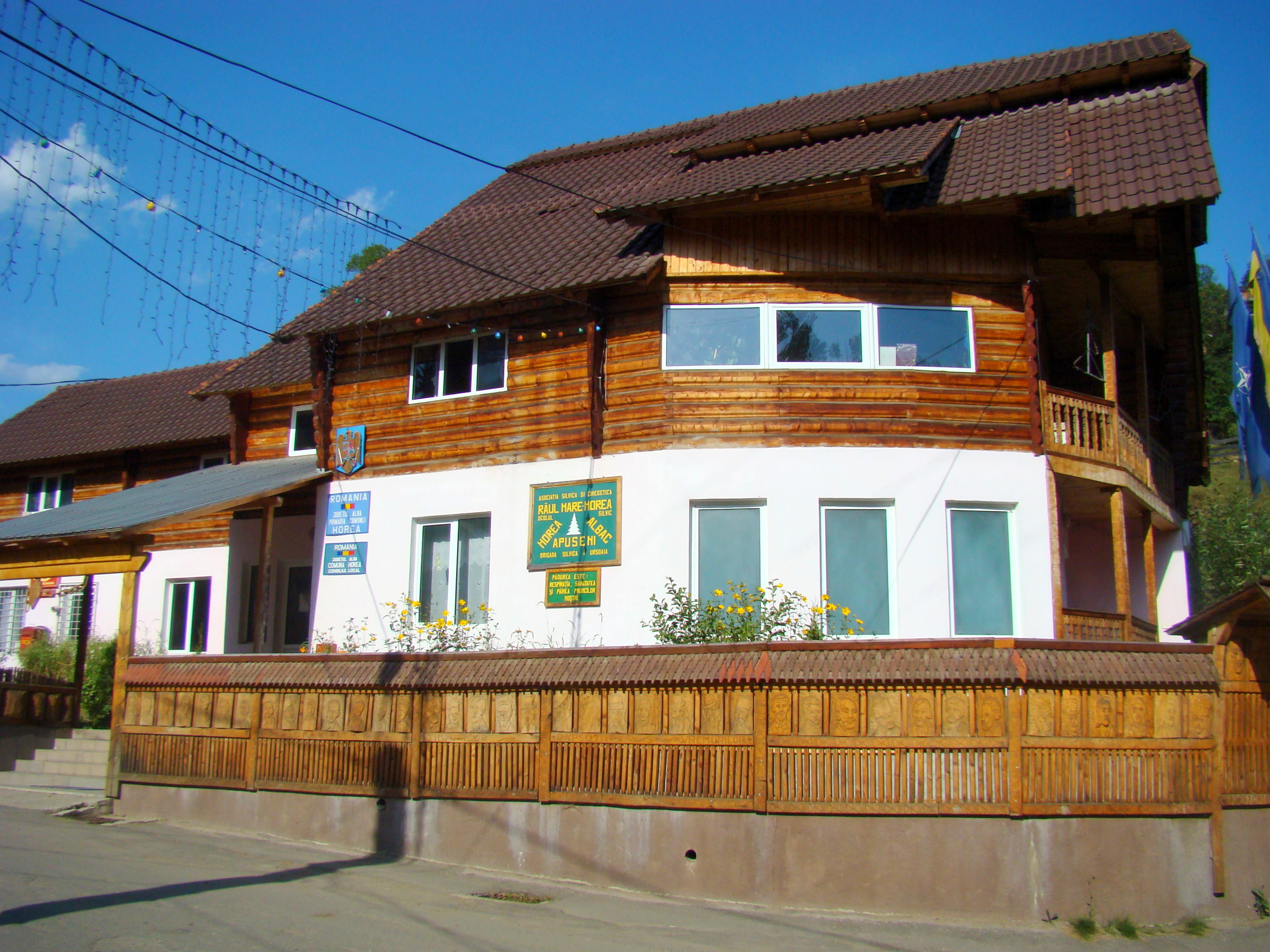
Primăria comunei
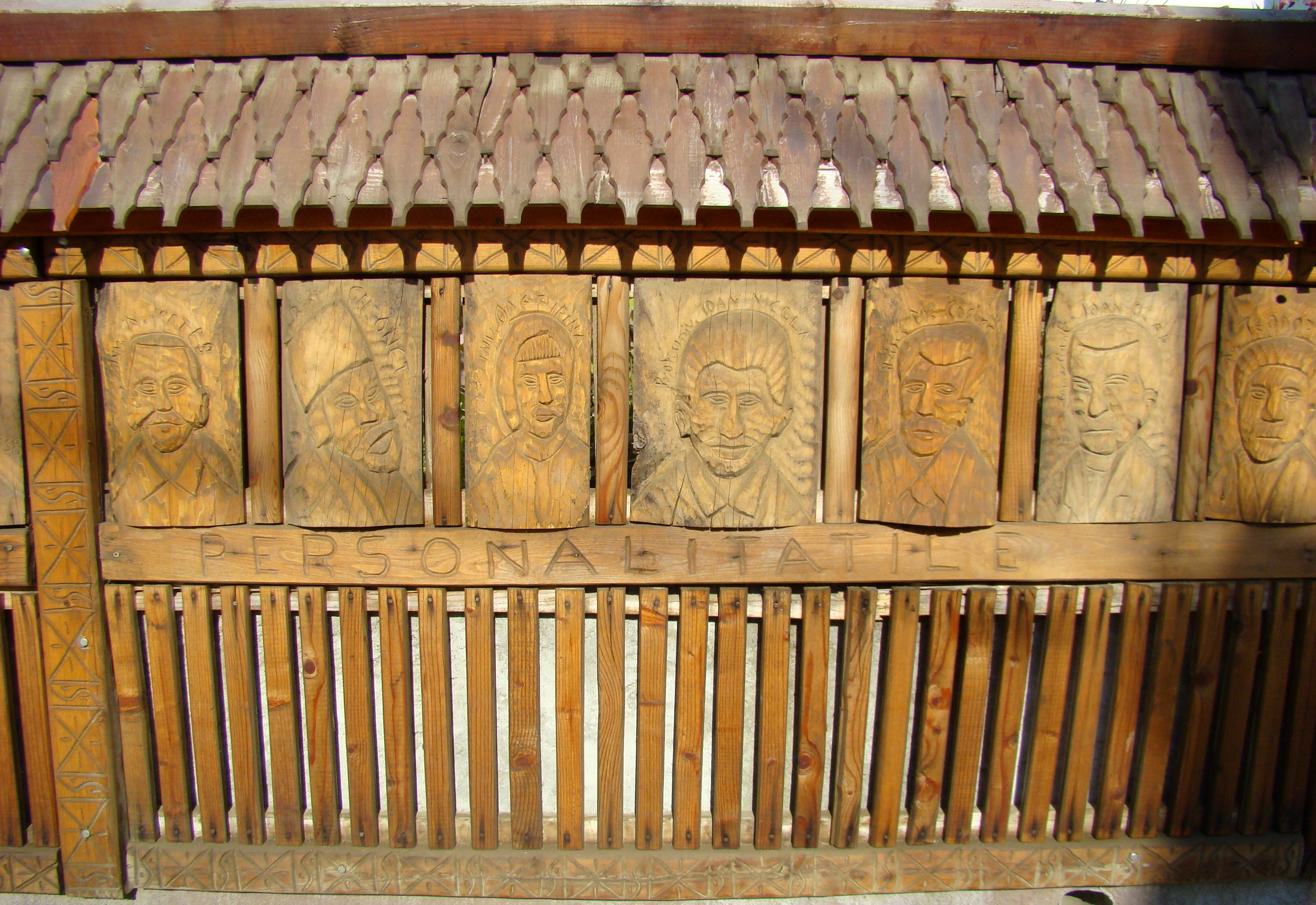
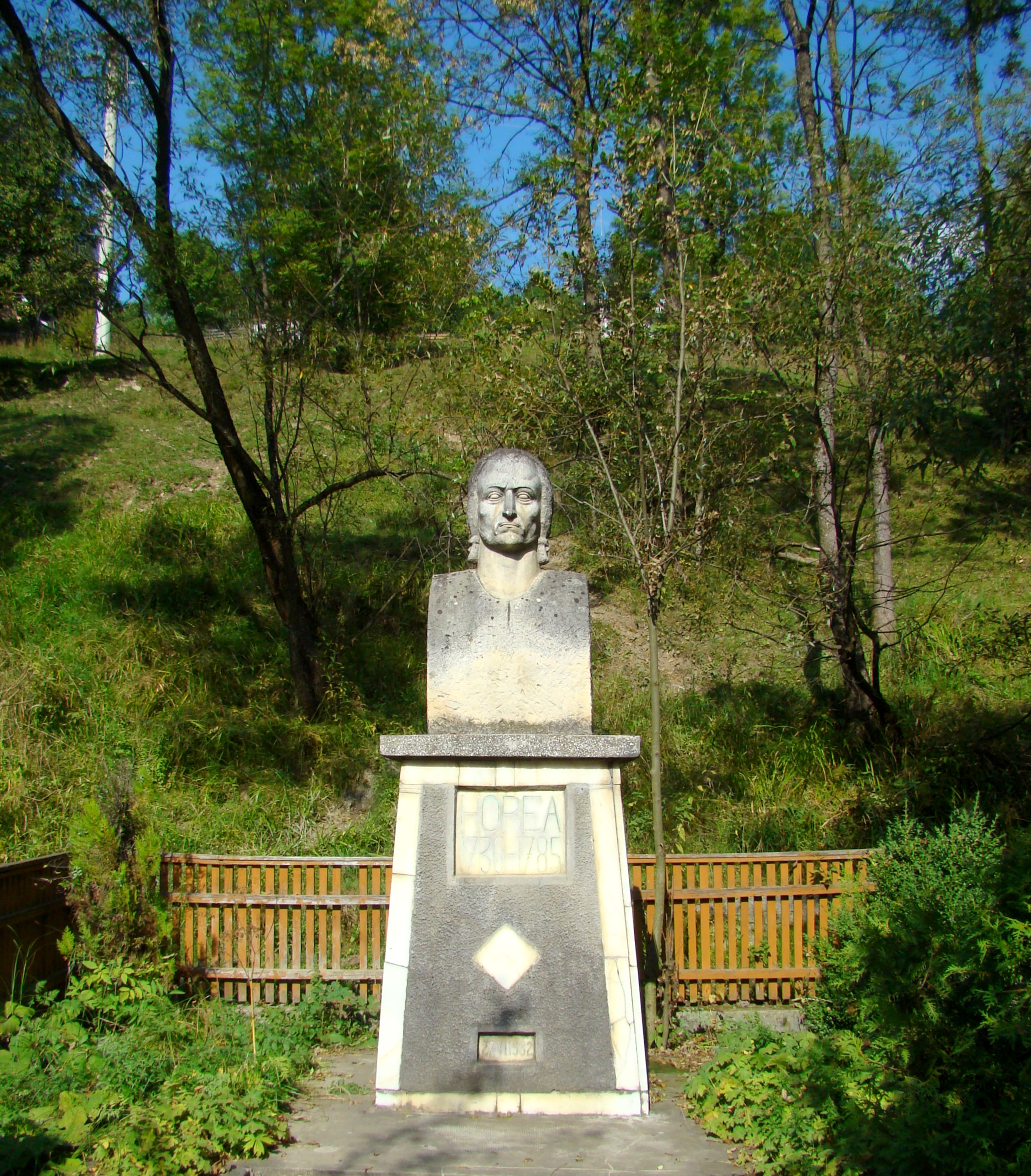
Bustul lui Horea
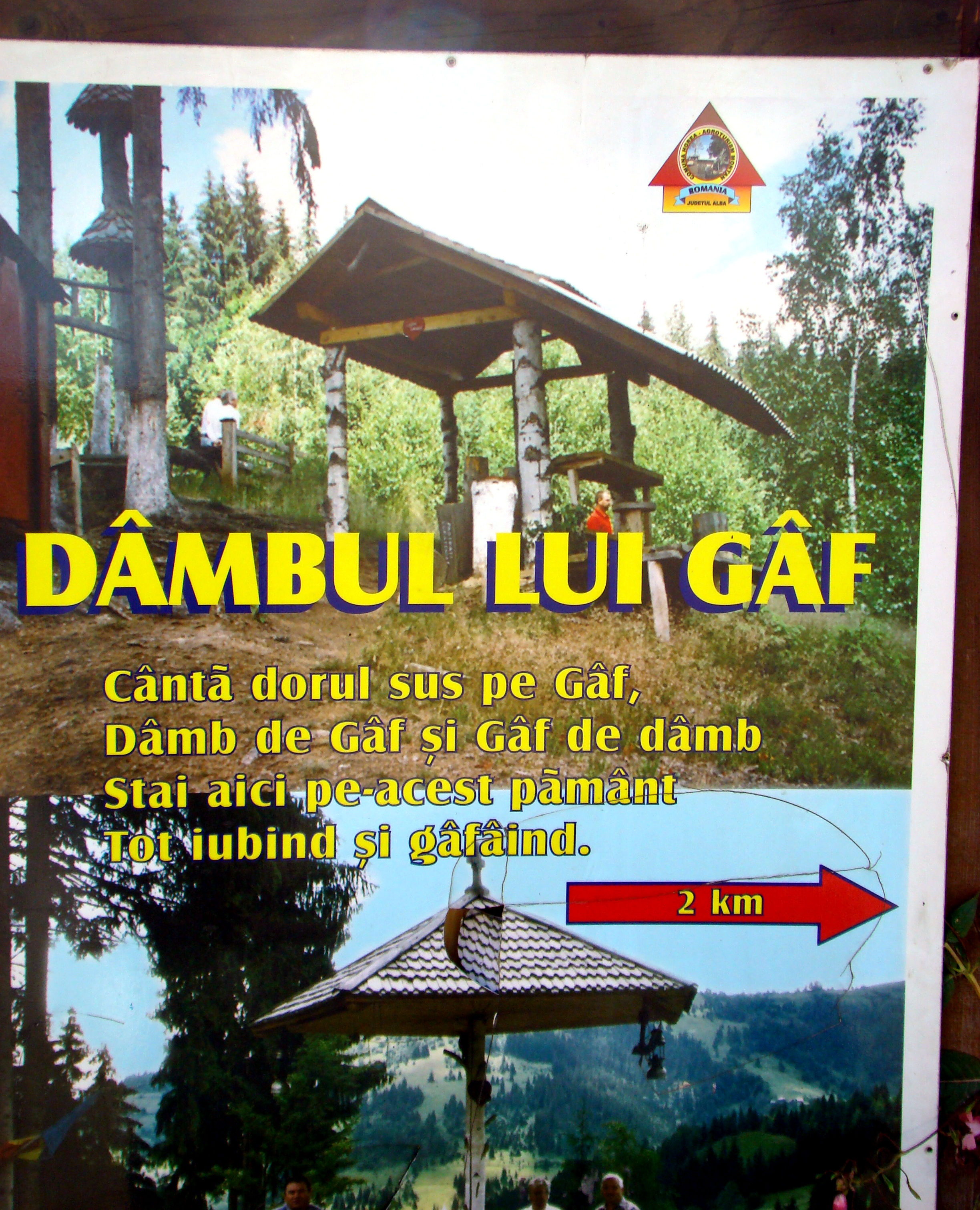
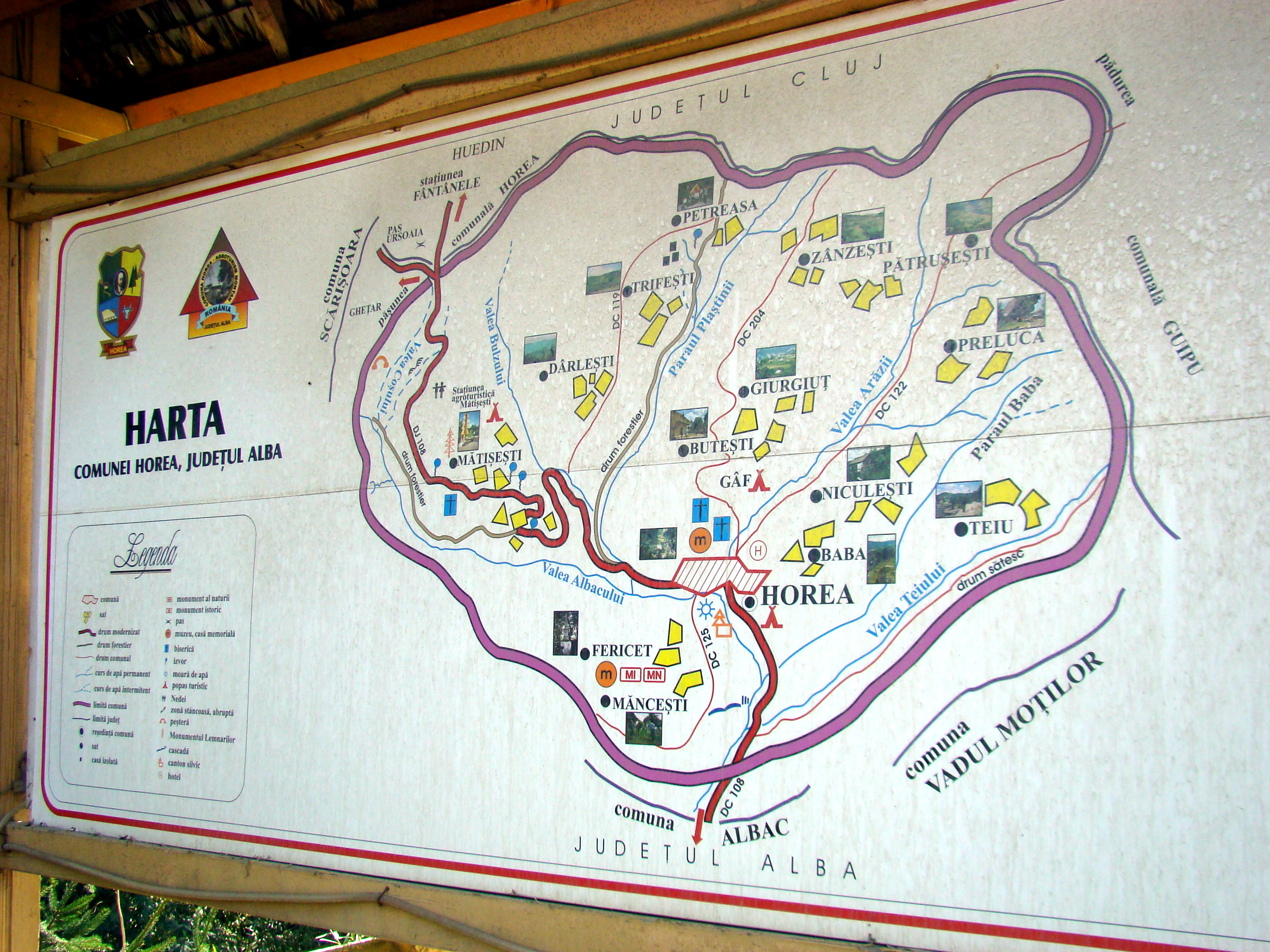
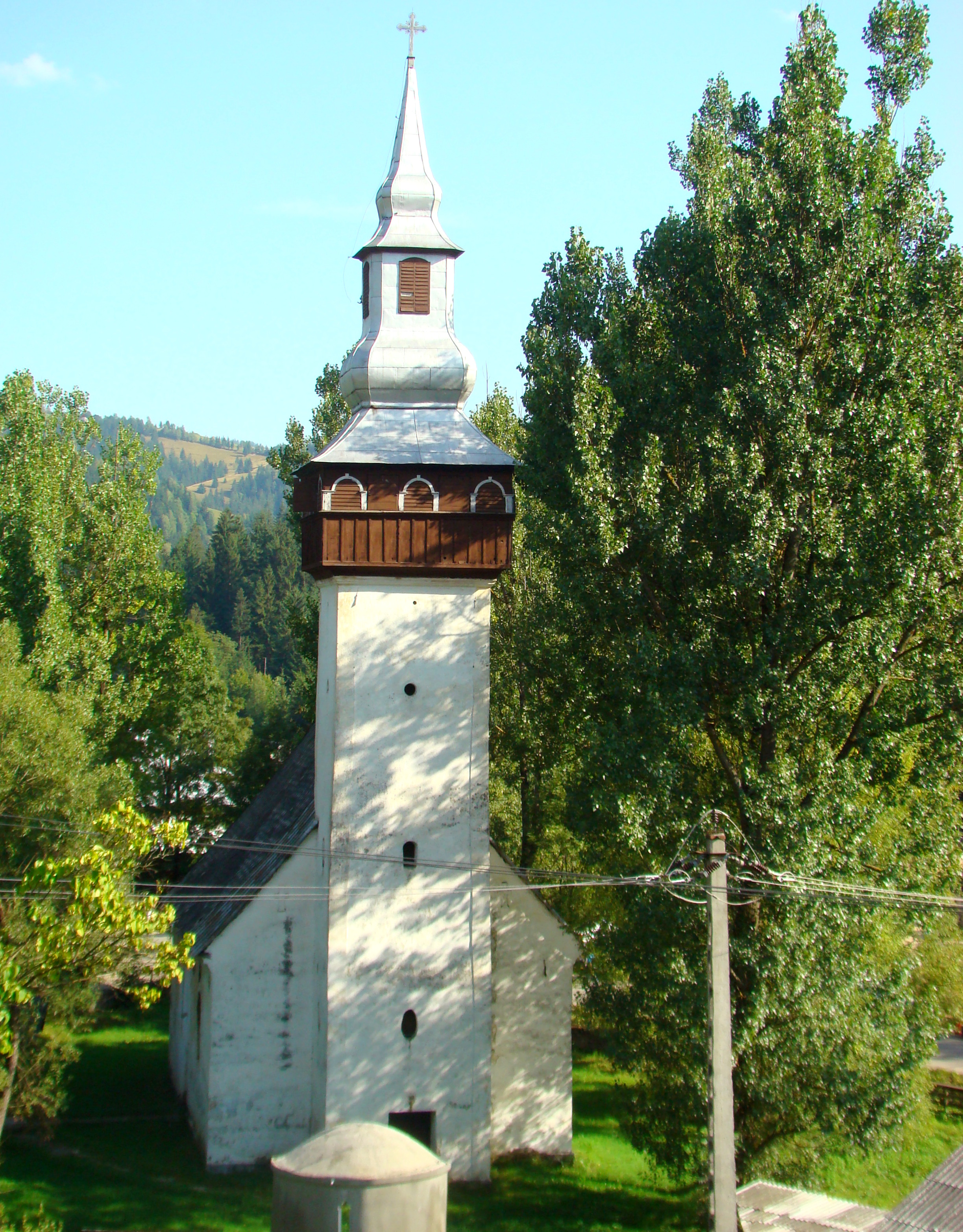
Biserica „Sfinții Arhangheli” din satul Horea (monument istoric)
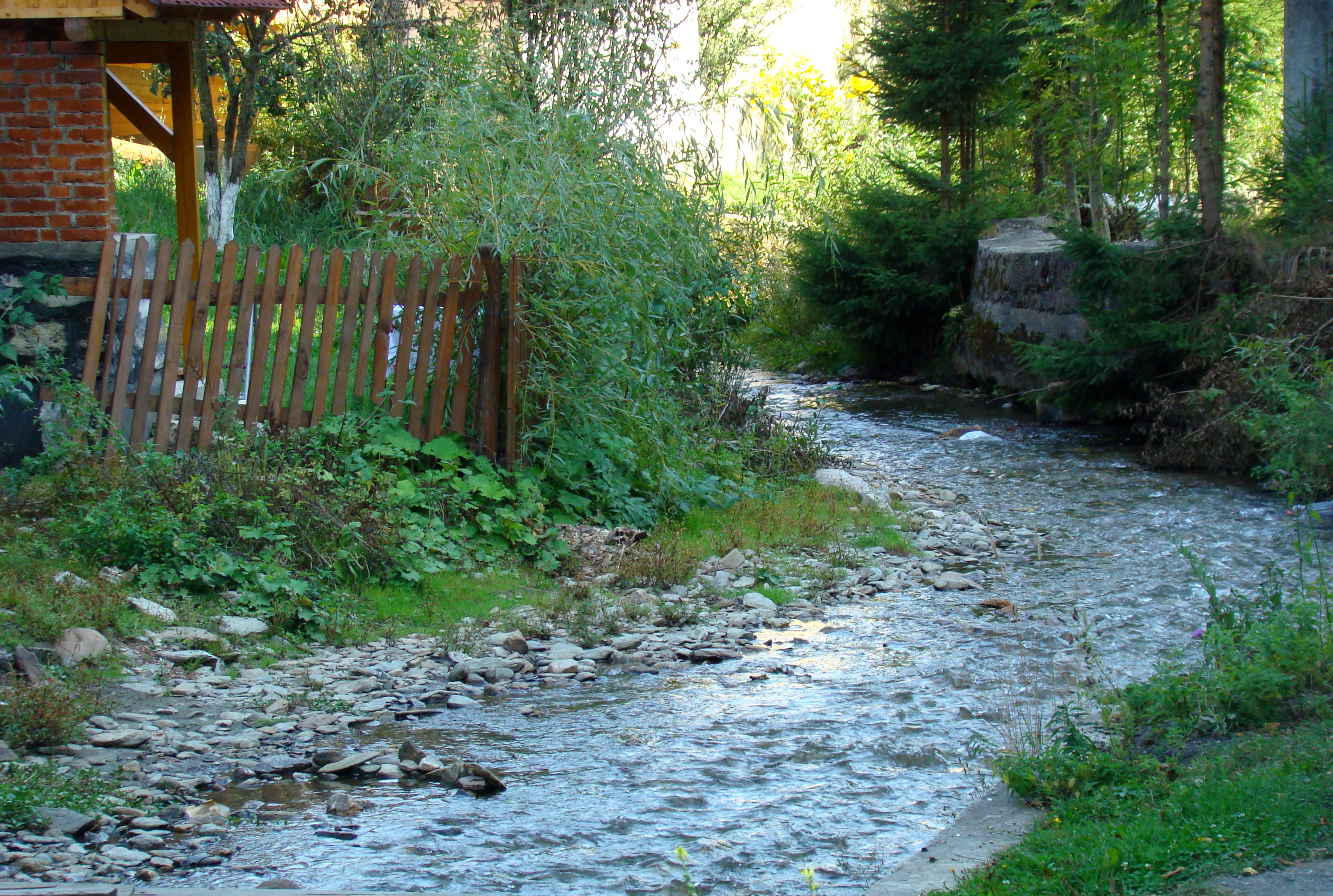
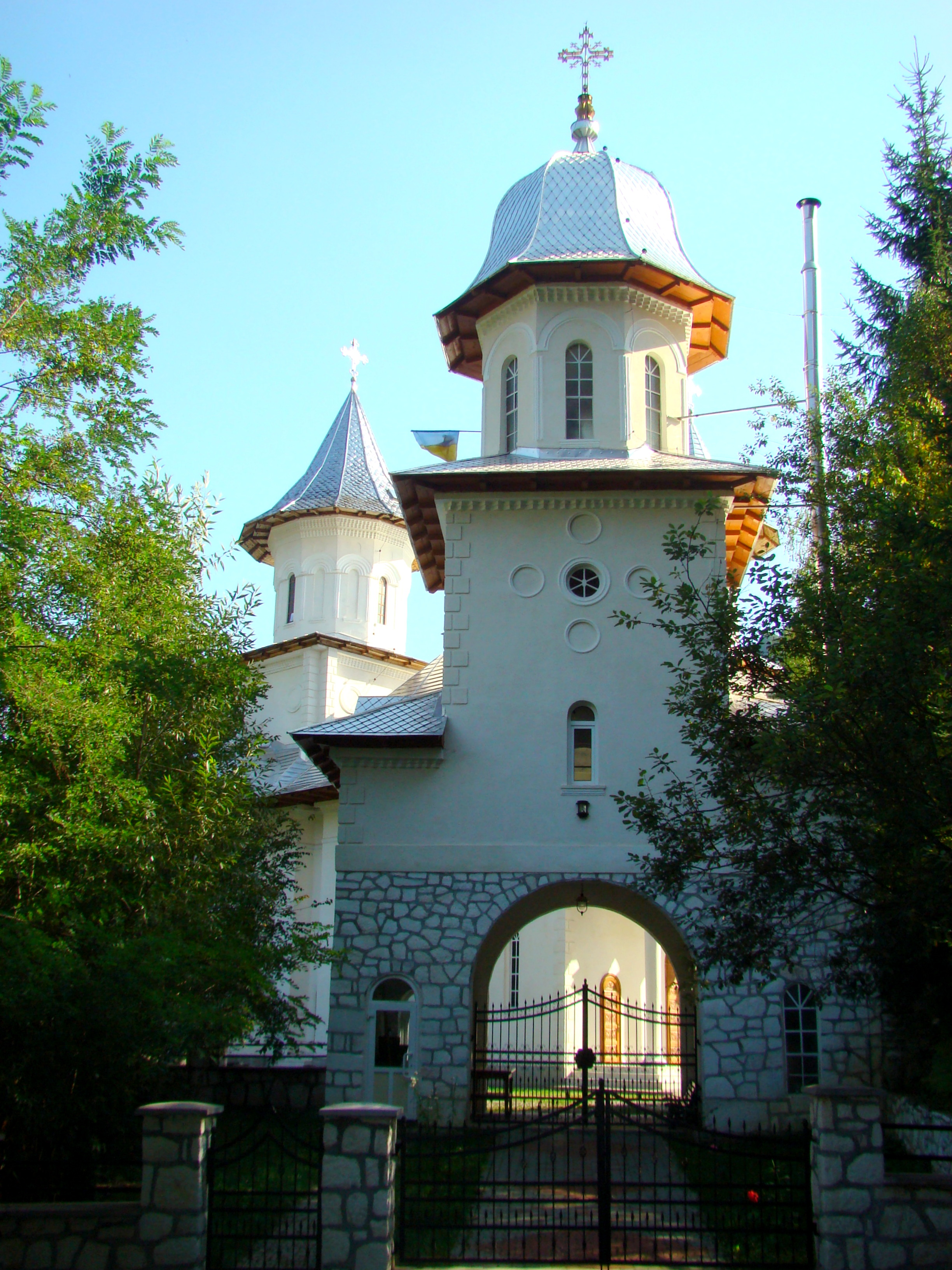
Biserica ortodoxă
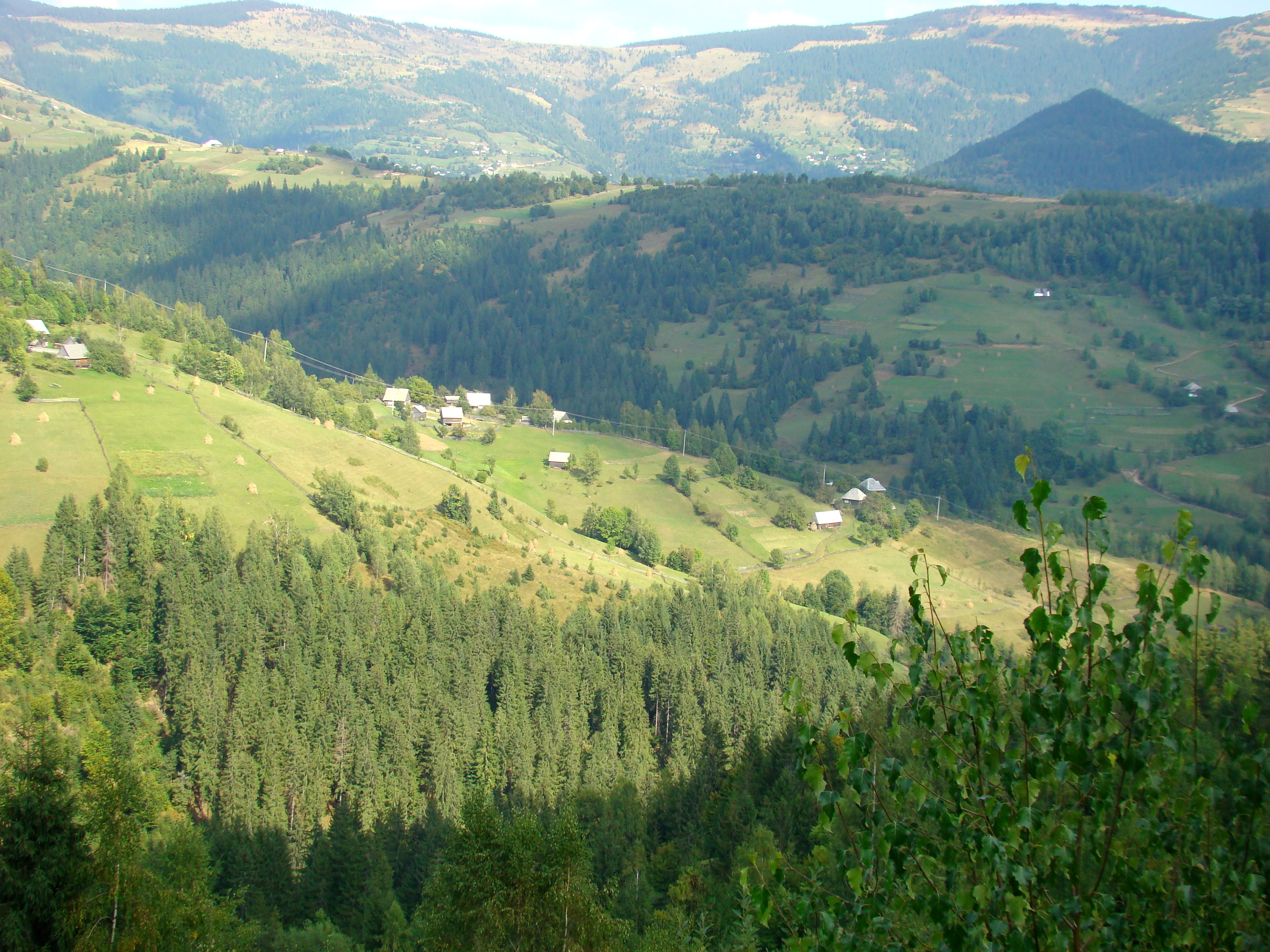
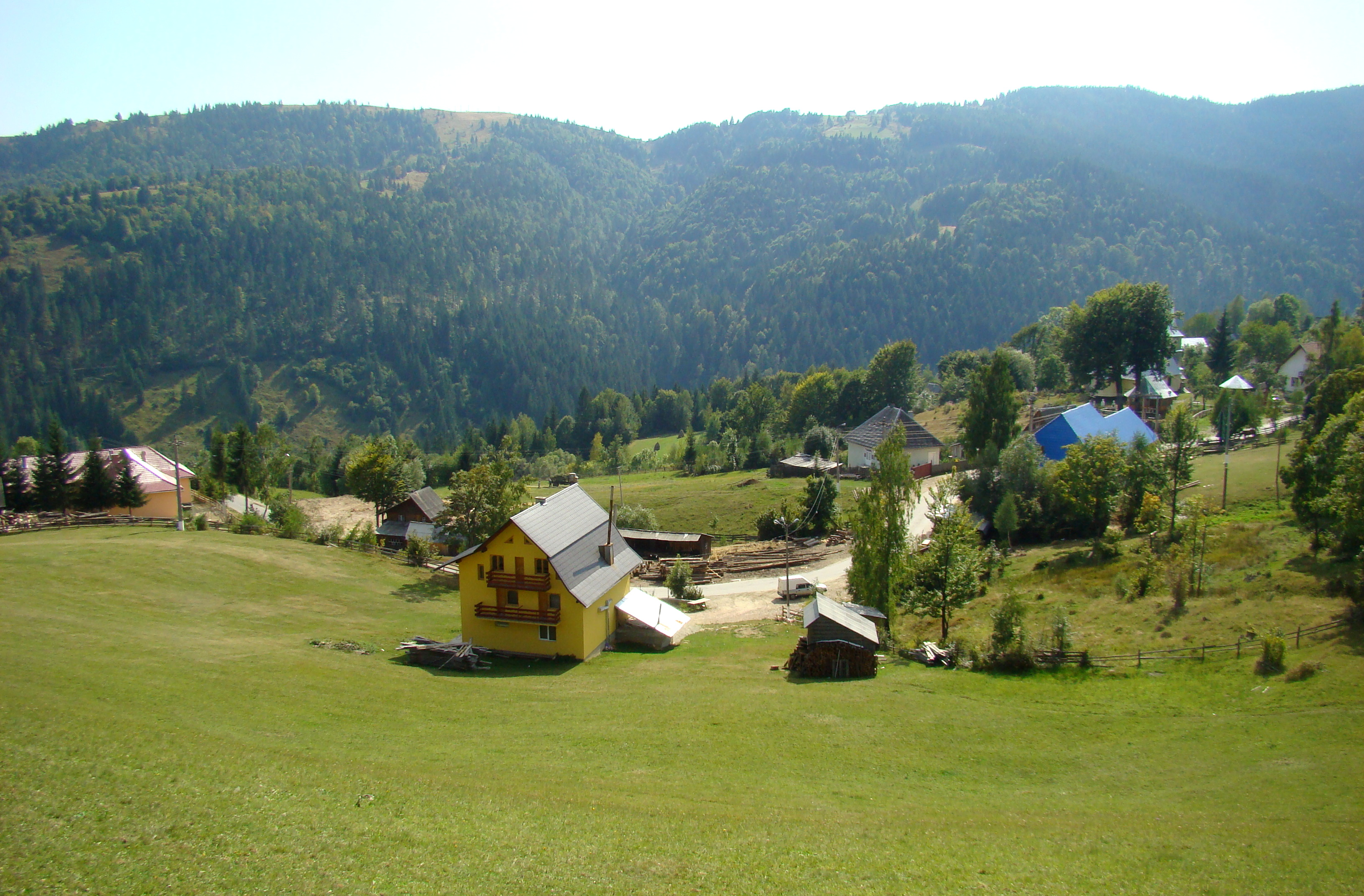
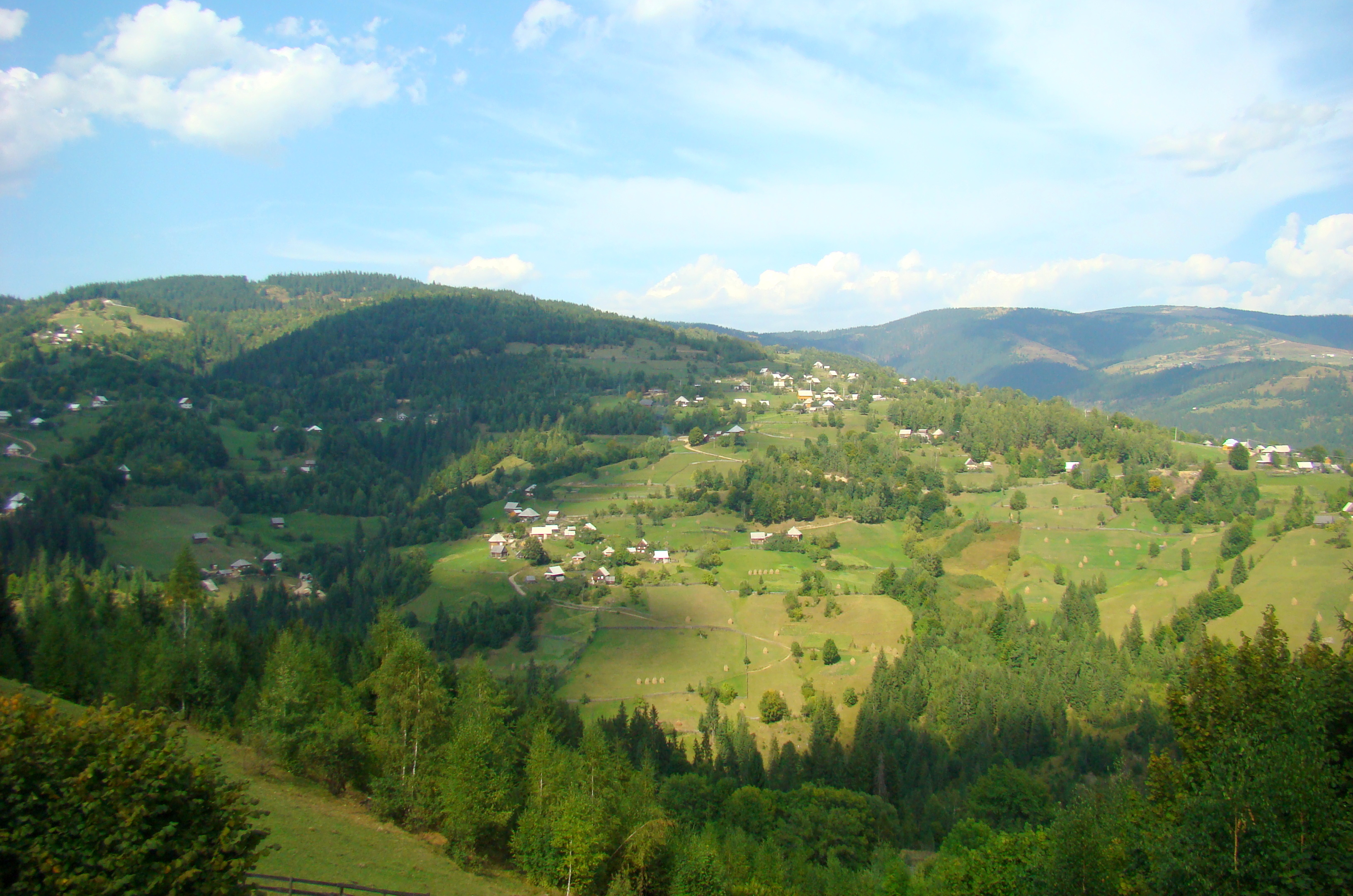
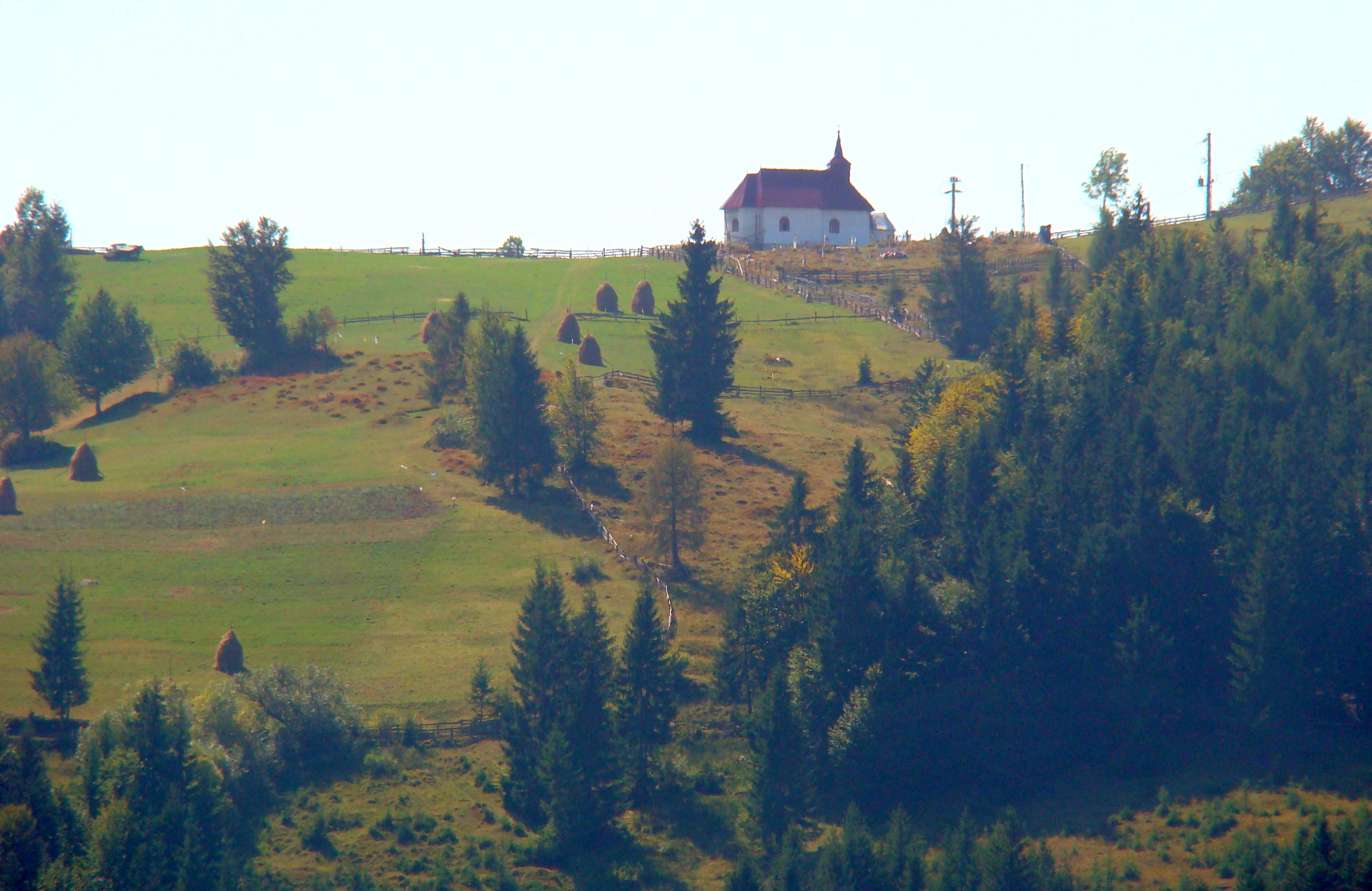
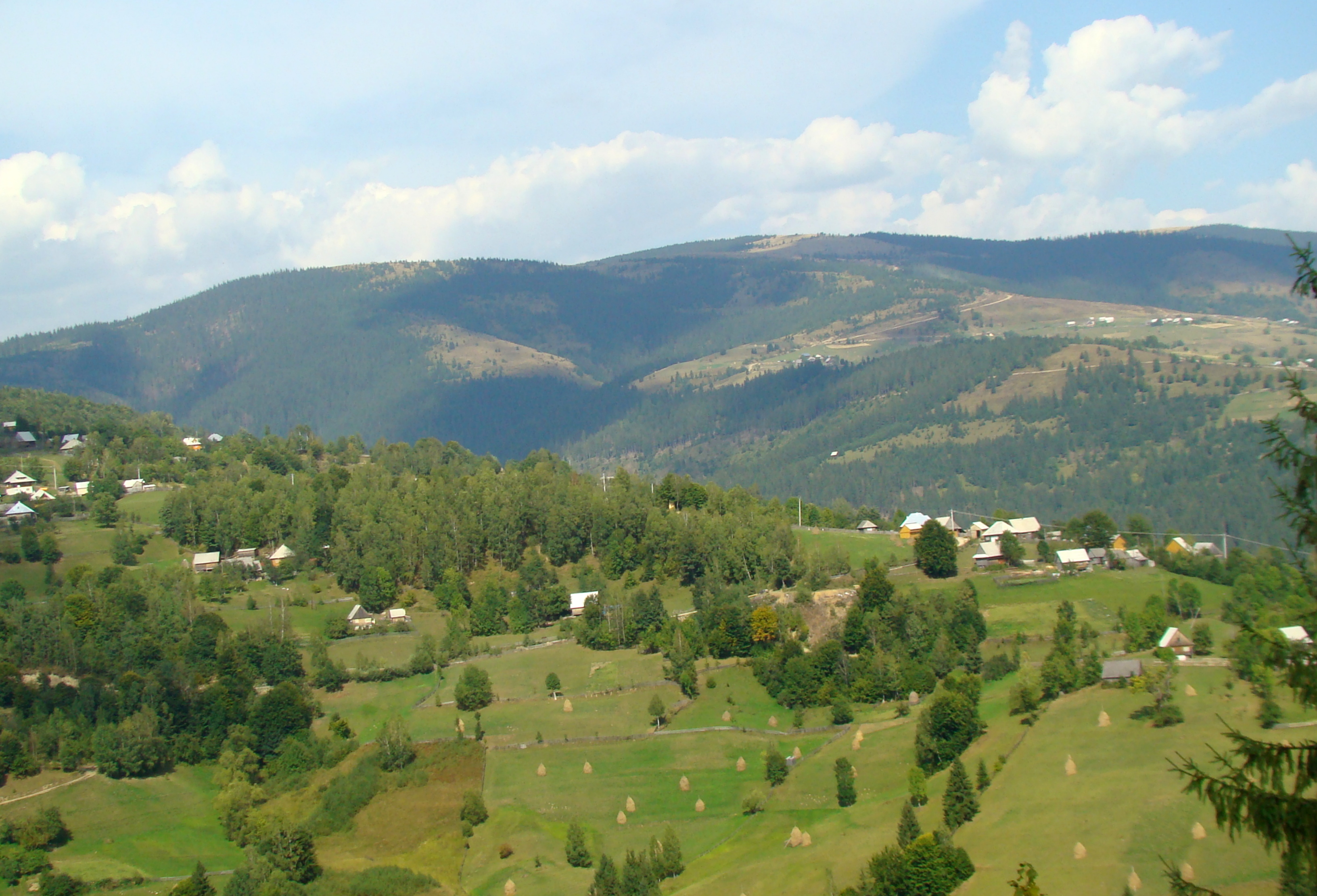
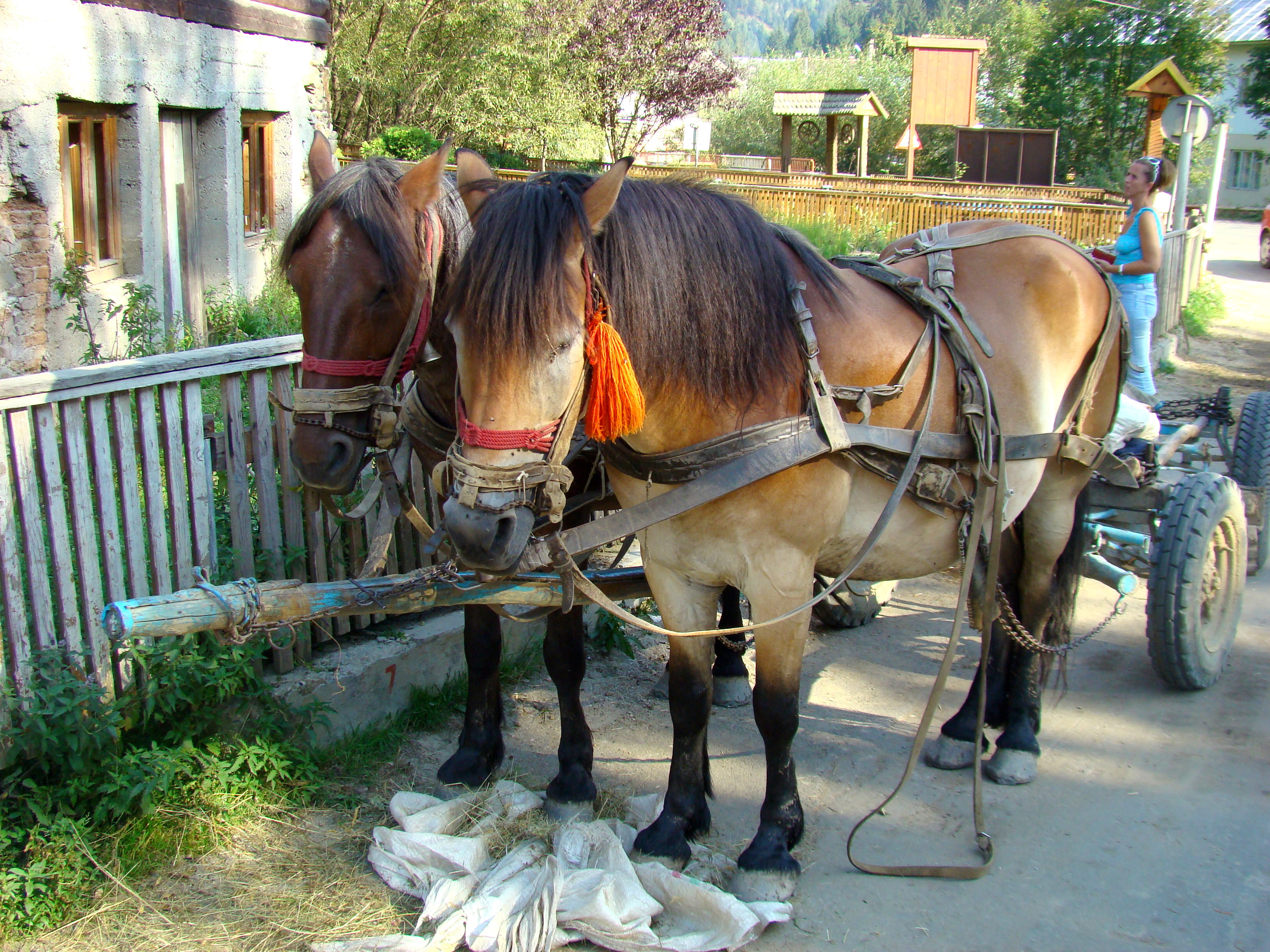
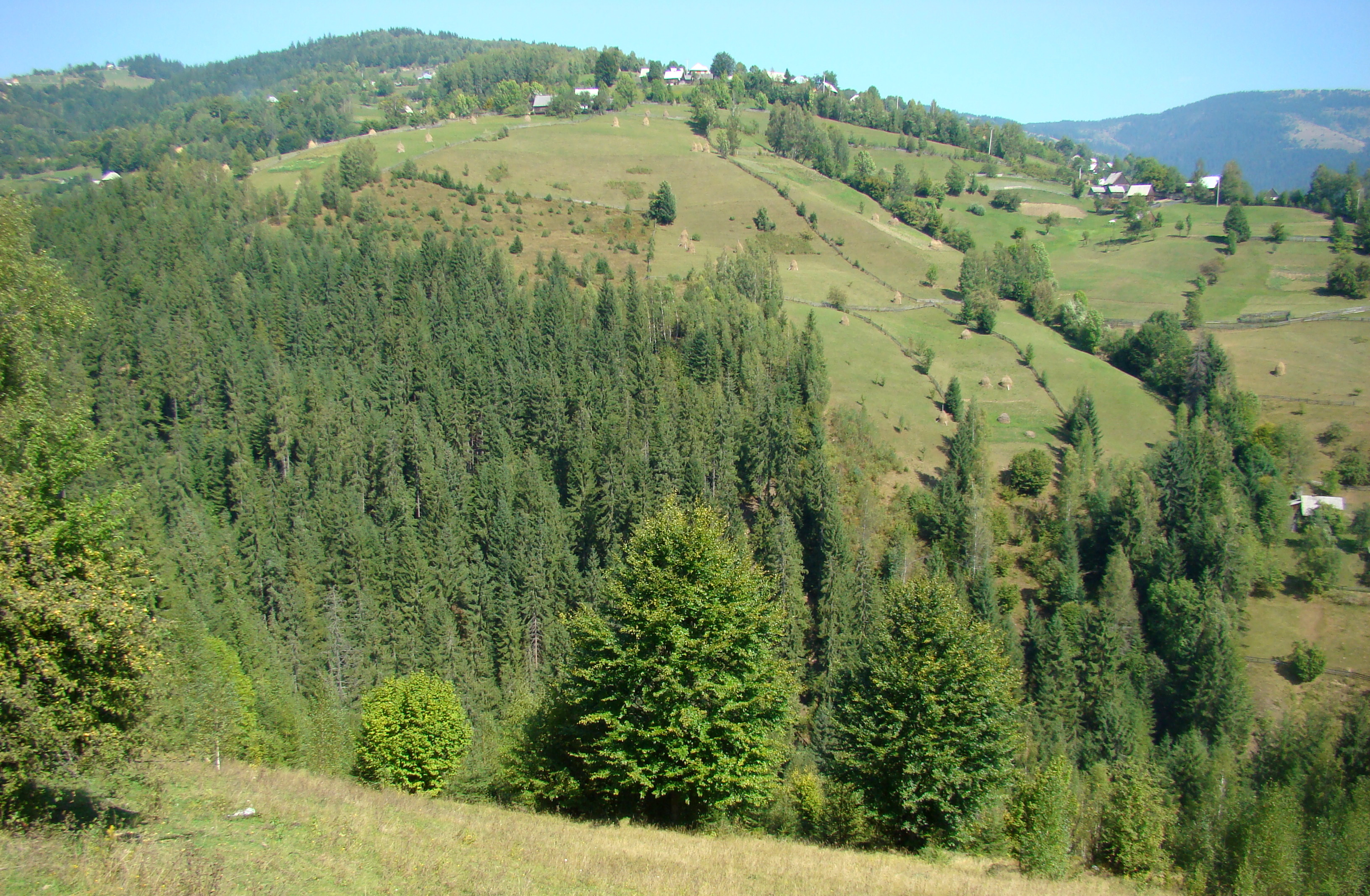
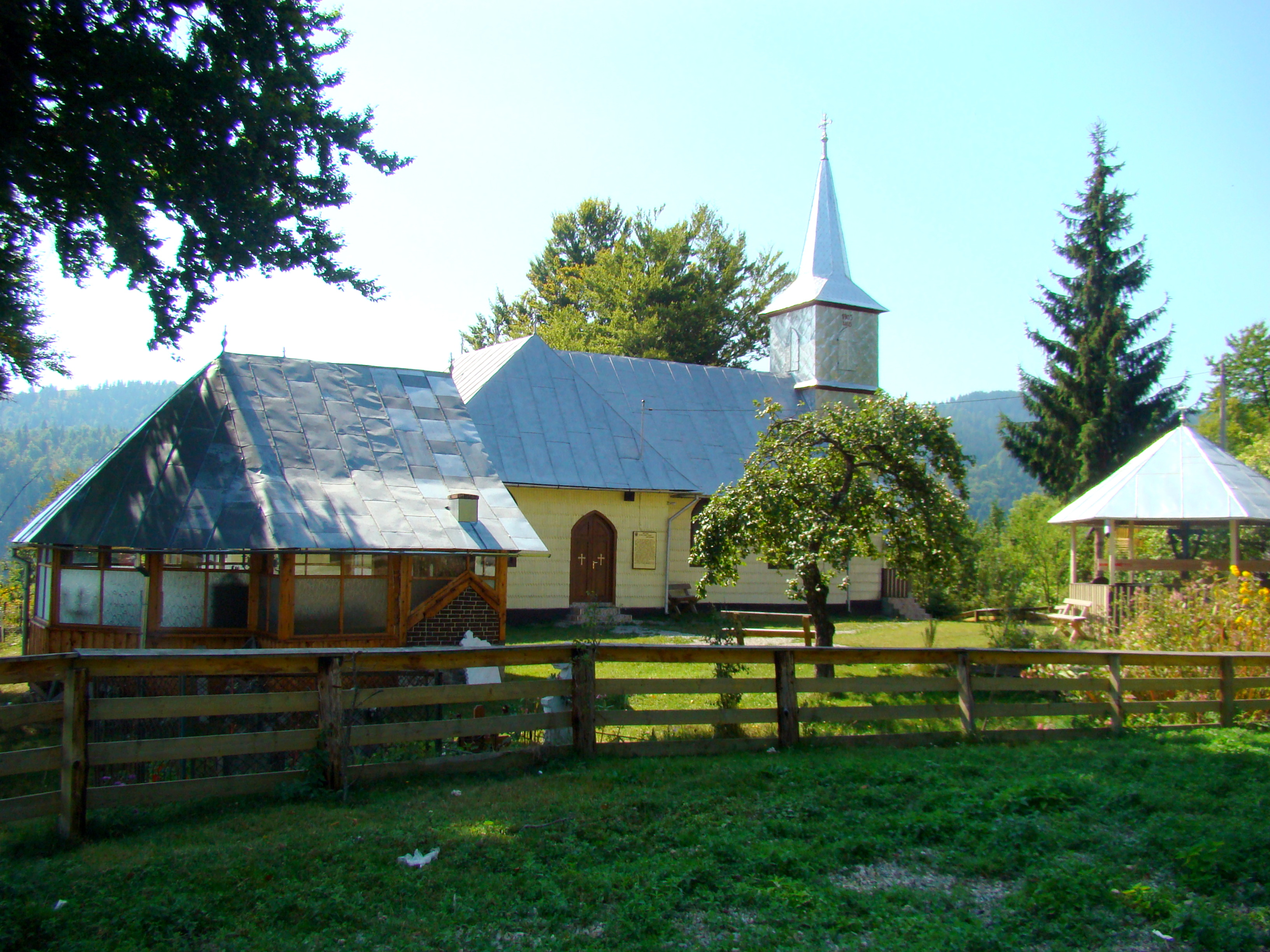
Biserica de lemn din Mătișești
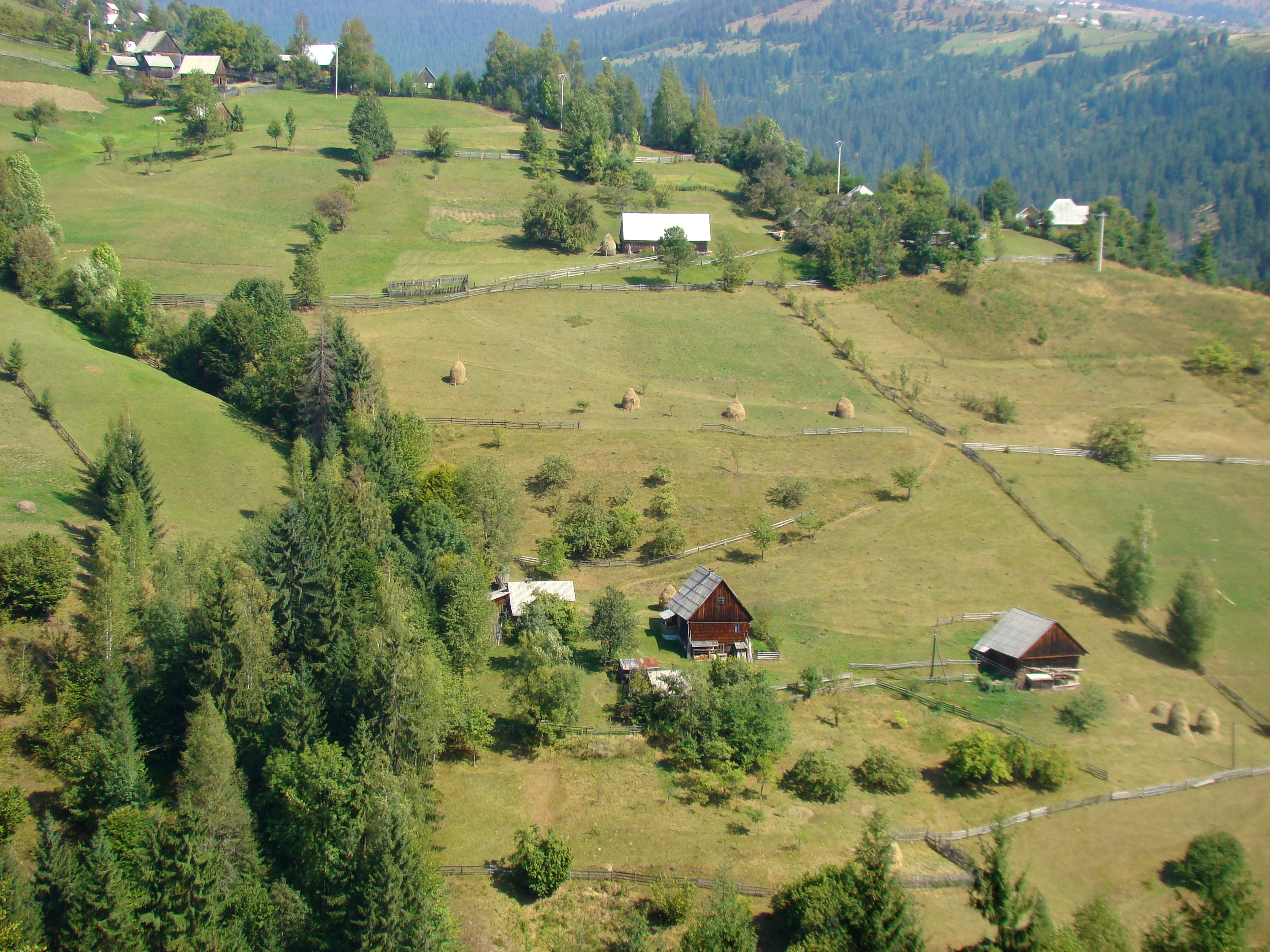
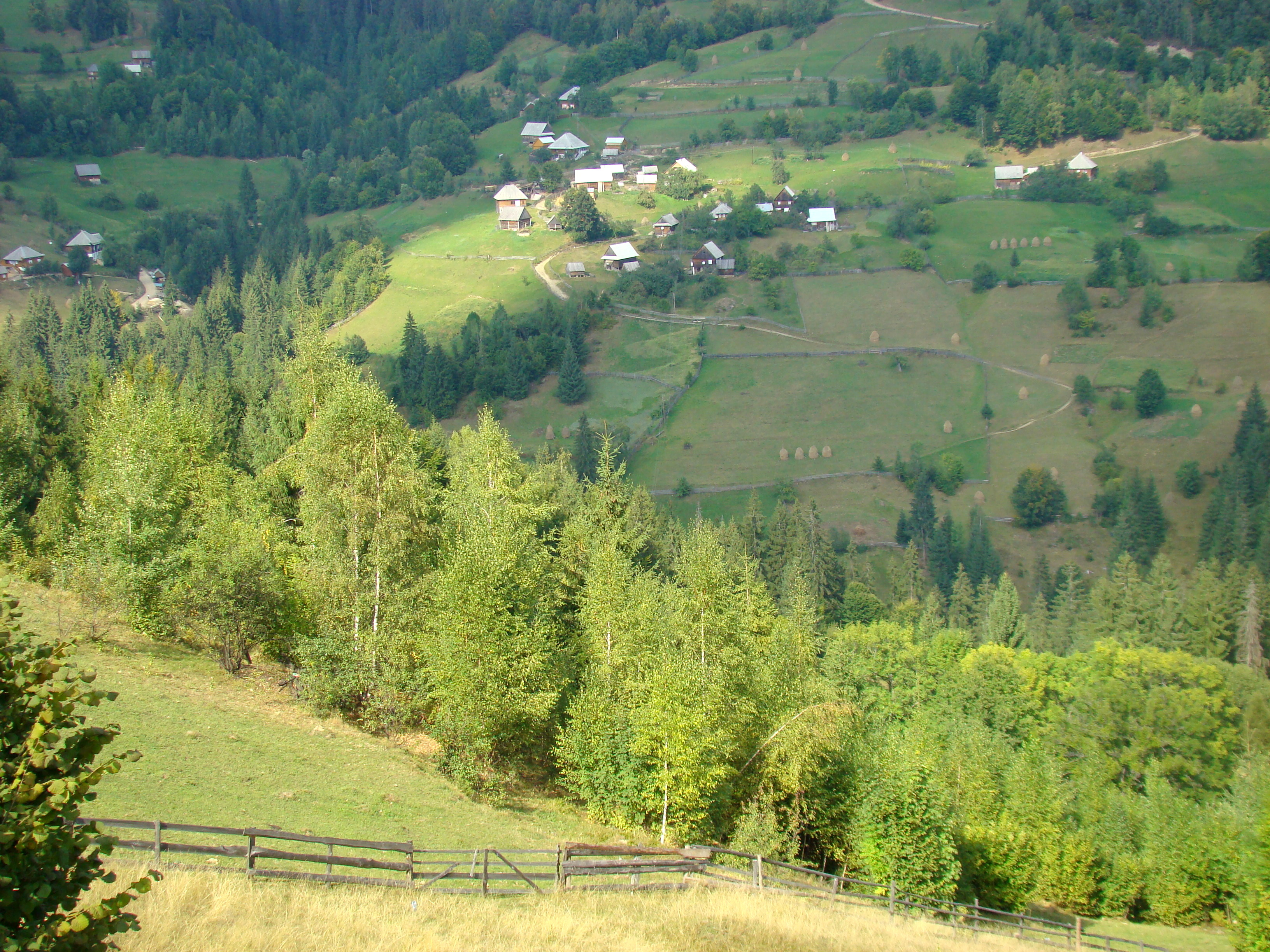